# تیرسهایم
تیرسهایم (به آلمانی: Thiersheim) یک شهر در آلمان است که در Wunsiedel واقع شده‌است. تیرسهایم ۲٬۰۲۲ نفر جمعیت دارد.